# Neykurendhoo
Neykurendhoo is een van de bewoonde eilanden van het Haa Dhaalu-atol behorende tot de Maldiven.

## Demografie
Neykurendhoo telt (stand maart 2007) 594 vrouwen en 703 mannen.